# Ivar Slik
Ivar Slik (Nigtevecht, Stichtse Vecht, 27 de maig de 1993) és un ciclista neerlandès, professional des del 2012 i actualment a l'equip Monkey Town Continental Team.

## Palmarès en ruta
- 2011
  - 1r al Gran Premi de Dinamarca i vencedor d'una etapa
- 2012
  - 1r a la Ronda van Midden-Nederland
  - Vencedor d'una etapa a l'Istrian Spring Trophy
- 2018
  - Vencedor d'una etapa al Tour de Fuzhou
- 2019
  - Vencedor d'una etapa al Sibiu Cycling Tour
  - Vencedor d'una etapa a la Volta a Romania
  - Vencedor d'una etapa al Tour de Fuzhou

## Palmarès en pista
- 2012
  - UIV Cup Rotterdam U23 (amb Dylan van Baarle)